# ポルトガル領ティモール

ポルトガル領ティモール
Timor Português (ポルトガル語)
Portugál Timor (テトゥン語)

国歌: Hymno Patriótico（ポルトガル語）
愛国讃歌（1808年 - 1826年）

Hino da Carta（ポルトガル語）
イーノ・ダ・カルタ（1826年 - 1910年）

A Portuguesa（ポルトガル語）
ポルトガルの歌（1910年 - 1975年）

ポルトガル領ティモールの位置

ポルトガル領ティモール（ポルトガルりょうティモール、略称：葡領チモール、ポルトガル語: Timor Português）は、かつて東南アジアに存在したポルトガルの植民地である。現在の東ティモールに相当する。1515年から1975年まで存在し、この間、ポルトガルはティモール島をオランダ領東インド（独立後はインドネシア）と分割して統治していた。

## 初期
最初にこの地域に到来したヨーロッパ人は、現在のポンテ・マカッサル附近に着いたポルトガル人だった。1556年には、ドミニコ会の修道士がリファウの村を建設した。
1702年、ポルトガルはアントニオ・コエーリョ・ゲレイロを最初の総督としてリファウに派遣し、リファウは小スンダ列島におけるポルトガル保護領の主都となった。初期の頃は、ポルトガルによる統治は完全には行き渡らず、特に内陸の山岳地域で顕著であった。また、ドミニコ会の修道士や後からこの地域に進出していたオランダ、そして原住民たちが統治に反対を唱えた。このため、総督が実際に統治できたのは主にディリに限られてしまい、その他の地域については現地の部族長に頼らざるを得なかった。19世紀後半まで、ティモールは交易所のような軽んじられた扱いを受け続けた。インフラ整備や保健衛生、教育に対する投資は最小限に抑えられていた。この間、ビャクダンが主な輸出品として経済基盤を支え続け、19世紀半ばにはコーヒーが重要な輸出品となっている。ポルトガルの法律が適用された地域では、暴政と搾取が行われる傾向にあった。

## オランダとの対立
1767年、ティモール島の残りの部分や周辺の島々（現在のインドネシアの範囲）を植民地としていたオランダが攻撃を行い、首都をディリに動かさざるを得なくなった。ポルトガル領ティモールとオランダ領東インドとの境界は、1859年のリスボン条約によって正式に決定された。さらに、最終的な境界画定が1916年にハーグで行われた。この境界は、現在のインドネシアと東ティモールの国境線としてそのまま残っている。

## 20世紀以降
20世紀初頭、ポルトガルでは本国の経済が弱体化したことから、植民地から富をさらに搾取するようになった。
第二次世界大戦では中立の立場を取っていたポルトガルであったが、1941年12月17日、ポルトガル領ティモールは日本軍による利用を警戒したオランダ軍とオーストラリア軍に保障占領された。ポルトガルのアントニオ・サラザール首相は、イギリスに対し抗議し、12月19日、ポルトガルの議会でイギリスへの糾弾演説を行った。1942年2月20日、日本軍がティモール全島を占領した。ディリの守備にあたっていた連合軍約1300名の大部分は山中に逃亡し、ポルトガル軍は日本軍に対して抵抗しなかった。以降、ポルトガル領ティモールも事実上は日本軍の統治下になった。
1943年前半まで連合国軍がゲリラ戦を展開し、ティモール現地人の一部も両陣営に分かれて戦闘した。1944年6月、ポルトガルのアントニオ・サラザール首相は、日本に対し、ポルトガル領ティモールからの日本軍撤退を正式に要請した。多数の日本軍が駐屯する一方で、1945年に入るとイギリス軍やアメリカ軍、オーストラリア軍などの連合軍による海上封鎖が行われたため食糧不足となり、飢餓や戦闘で4万から7万人のティモール人が命を落とした。1945年5月、日本とポルトガルとの間で、ポルトガル領ティモールからの日本軍撤退の交渉が開始された（日本の敗戦後、日本軍が撤退した。）。
第二次世界大戦が終了すると、ティモール島西部を含むオランダ領東インドは独立戦争を経てインドネシアとして独立を果たした。一方ポルトガル領ティモールは、ポルトガル本国のエスタド・ノヴォ体制などもあり、独立はだいぶ遅れた。
1975年にようやく東ティモール民主共和国として独立宣言を行ったが、同年、インドネシアが侵攻し併合を宣言した。国際連合はこの併合を承認しなかった。
また、最後のティモール総督は1974年から1975年までの間に努めたマリオ・レモス・ピレスだった。1999年にインドネシアは撤退し、2002年に東ティモールは独立した。
植民地時代の後期、ポルトガル・エスクードと連動するポルトガル領ティモール・エスクードが1975年まで通貨として流通していた。インドネシアに併合された後はルピアが使われた。